# アセチルサリチル酸
アセチルサリチル酸（アセチルサリチルさん、英: acetylsalicylic acid）は、代表的な解熱鎮痛剤のひとつで非ステロイド性抗炎症薬の代名詞とも言うべき医薬品。ドイツのバイエルが名付けた商標名のアスピリン（独: Aspirin）がよく知られ、日本薬局方ではアスピリンが正式名称になっている。
消炎・解熱・鎮痛作用や抗血小板作用を持つ。サリチル酸を無水酢酸によりアセチル化して得られる。

## 使用対象
アスピリンは、関節炎、痛風、腎結石、尿路結石、片頭痛、さらに、小規模から中規模な手術後や、外傷、生理痛、歯痛、腰痛、筋肉痛、神経痛などの鎮痛目的で使用される。この他、抗血小板薬として使用する場合もある。

### 頭痛
アスピリンは単独もしくは併用処方により、特定タイプの頭痛を効果的に治めるが、他のタイプの頭痛には有効性は疑問視されている。二次性頭痛、すなわち別の障害または外傷によって引き起こされる頭痛については、医療専門家による治療が必要である。
頭痛は国際頭痛標準分類（ICHD）において、緊張性頭痛（最も一般的）、片頭痛、群発頭痛と区別されている。アスピリンや他のOTC鎮痛薬は、緊張性頭痛の治療に効果的であると広く認識されている。
アスピリンは片頭痛の治療における第一選択肢であり、特にアスピリン/アセトアミノフェン/カフェインの合剤は、低用量スマトリプタンと並べられる。最初に片頭痛が始まったとき、これを止めるのに最も効果的である。

### 解熱
アスピリンの解熱効果は、疼痛軽減と同じくCOX阻害効果によるものである。成人に対する解熱投与は広く確立されているが、一方で子供の発熱、ウイルス感染症、細菌感染症への使用については、米国家庭医師会、米国小児科学会、米国FDA含む多くの医学会および規制機関らは、まれにライ症候群といった深刻な病気を招きうるため、アスピリンまたは他のサリチル酸塩を使用しないよう強く勧告している。1986年にFDAはアスピリン含有薬について、ライ症候群のリスクのため、青年への使用を推奨しないことをパッケージラベルに記載するよう要求した。

### 予防用途
一般的に、心血管疾患を持たない70歳以上の人は、心臓発作や脳卒中を予防する方法として、アスピリンを避けるべきとされている。研究では、大きな健康上のメリットがないのにアスピリンを毎日服用すると、大出血のリスクが高くなることが判明した。心臓病の一次予防としてアスピリンを長期間服用していても、70歳になったら中止することを検討すべきである。2019年に米国の内科年報で40歳以上の14,000人を対象に調査したところ、心臓病のない人の約4分の1が毎日アスピリンを服用していることがわかった。このうち、約23％は医師のOKがなくてもそうしていた。さらに心配なことに、心臓病を持たない70歳以上の研究参加者の約半数が毎日アスピリンを服用していたのである。出血のリスクが高いほとんどの人は、おそらくアスピリン療法を避けるべきである。これには、消化管出血、胃潰瘍、血小板減少、血液凝固障害、関節炎やその他の炎症性疾患のために非ステロイド性抗炎症薬を服用している人などが含まれる。
アセチルサリチル酸（アスピリン）はそのアセチル基が血小板シクロオキシゲナーゼを不可逆的に阻害する事により血小板の凝集を抑制して血栓の形成を妨げることから、脳梗塞や虚血性心疾患を予防するために抗血小板剤として（毎日）少量のアセチルサリチル酸を処方することがある。
この他、アセチルサリチル酸の少量長期服用で発癌のリスクを減少させることができるとの報告もある。
いくつかの観察研究では、低用量アスピリンが認知症、特に血管性認知症のリスクを低減する可能性が示唆されている。アメリカ合衆国では疾患を持っていなくても日常的にアセチルサリチル酸を飲む人が多く、現在でもアメリカ合衆国はアセチルサリチル酸の大量消費国であり年間に16,000トン、200億錠が消費されている。

## 禁忌
- 小児への使用（ライ症候群との関係が推測されているため）。
- 鎮痛薬や解熱薬で喘息を起こしたことのある者。
- 消化性潰瘍のある者。
- デング熱の治療。
- 重い肝臓病、心臓病、妊娠後期。

## 副作用
胃障害が生じる可能性がある。胃細胞に取り込まれたアセチルサリチル酸は胃粘膜保護に関わるプロスタグランジンの産生を阻害し、胃酸分泌の阻害を引き起こす。アスピリンの服用には確かに利点があるが、不必要なアスピリンの使用は出血のリスクを高める（アスピリン・ジレンマ）。
胃への副作用を抑制するために、現行の市販薬は胃を保護するための薬を配合している物が多い。例えばケロリンのような富山の配置薬は和漢薬のケイヒ末を配合している。他に代表的な市販薬バファリンはアセチルサリチル酸を制酸剤であるダイアルミネート（またはダイバッファーHT）で包んでいる（制酸剤は共にアルミニウム、マグネシウム等の化合物、または合成ヒドロタルサイト）。
風邪（特にインフルエンザや水痘）に感染した小児が使用すると、ライ症候群を引き起こすことがある。肝障害を伴った重篤な脳障害で死亡する危険があるため、小児への使用は禁忌。小児の解熱鎮痛薬は、アセトアミノフェンを使用する。
なお、高尿酸血症の原因の1つとしてアセチルサリチル酸の服用が挙げられているので、痛風患者は、鎮痛剤としてのアスピリンの服用は避けるべきという説がある一方で、尿細管内での尿酸再吸収を抑制するため、尿酸排泄促進剤としても使用されている。
また、抗凝血を目的に高用量のアセチルサリチル酸を服用しても効果が現れないばかりか、胃に多大な負担をかけるので注意が必要である。
アスピリンは、非ピリン系の薬品であり、アンチピリンのようなピリン系の薬品ではない。片仮名表記では「ピリン」の部分が同じなので混乱しやすいが全く無関係である。したがってアスピリンとピリン系の薬品とでは副作用も異なる。

### 報告されている副作用
一般的な副作用は次の通りである：吐き気、消化不良、消化器潰瘍・出血、肝臓酵素増加、下痢、ふらつき、塩および体液停留、高血圧、喘息（アスピリン喘息と呼ばれている）。
稀な副作用は次の通りである：食道潰瘍、心不全、高カリウム血症、腎臓障害、昏迷、気管支痙攣、発疹。
また、医療用医薬品の添付文書には頻度は不明であるが重大な副作用として、ショック、アナフィラキシー、頭蓋内出血、肺出血、消化管出血、鼻出血、眼底出血、中毒性表皮壊死融解症（Toxic Epidermal Necrolysis：TEN）、皮膚粘膜眼症候群（Stevens-Johnson症候群）、剥脱性皮膚炎、再生不良性貧血、血小板減少、白血球減少、喘息発作誘発（上記）、肝機能障害（上記）、黄疸、消化性潰瘍（上記）、小腸・大腸潰瘍が掲載されている。

### 飲み合わせ
- エタノール（酒）：吸収が早くなり作用が強くなる。
- イチョウ葉エキス・にんにくエキス（アリシン）・ビタミンE：作用が強くなり出血傾向が増す。
- タバコ（喫煙）：抗血小板作用が弱くなる。
- イブプロフェン：抗血小板作用が弱くなる。

### 副作用の抑制胃腸薬
- 胃酸分泌抑制薬
  - プロトンポンプ阻害薬 - 胃の壁細胞のプロトンポンプに作用し、胃酸の分泌を抑制する薬である。
  - ヒスタミンH2受容体拮抗薬 - ヒスタミンH2受容体に拮抗し、胃酸の分泌を抑制する。
- 胃粘膜保護剤 - 荒れた胃粘膜を覆って保護し、修復を補助する。
  - アルギン酸ナトリウム
- 制酸剤 - アルカリ性の化合物で胃のpHを上昇させ、増えすぎた胃酸を中和する。
  - 炭酸カルシウム
  - 炭酸水素ナトリウム

## 作用機序
メカニズムを解明したのはイギリスのロイヤルカレッジ薬理学教授・薬理学者ジョン・ベイン博士である。1971年、彼は、「アセチルサリチル酸は体内での伝達物質（プロスタグランジン）の合成を抑制し、痛み、発熱、炎症に効果を発揮する」ことを解明発表した。実にホフマンの合成から70年以上の歳月が経過していた。
アセチルサリチル酸はシクロオキシゲナーゼをアセチル化することにより阻害しプロスタグランジンの産生を抑制する。つまり、アラキドン酸と競合してシクロオキシゲナーゼを阻害するほかの非ステロイド性抗炎症剤とは異なる機序により抗炎症作用を示す。炎症、発熱作用を持つプロスタグランジンが抑制されることで抗炎症作用・解熱作用を発現する。このときの用量は330 mg1日3回である。また、シクロオキシゲナーゼは血小板の作用に関係するトロンボキサンの合成にも関与している。アセチルサリチル酸はトロンボキサン作用も抑制するため、抗血小板作用も有し、抗血小板剤として81mgから100mgを1日1回の投与を行うことがある。
プロスタグランジンを発見しアセチルサリチル酸の抗炎症作用のメカニズムを解明した薬理学者のジョン・ベイン（イギリス）、ベンクト・サムエルソン（スウェーデン）、スーネ・ベルクストローム（スウェーデン）の3人は1982年にノーベル生理学・医学賞を受賞した。プロスタグランジンの研究は、この後急速に脚光を浴び、生化学の最先端分野の1つとして今日に至っている。

## 合成法
アセチルサリチル酸は以下の手順で合成される。

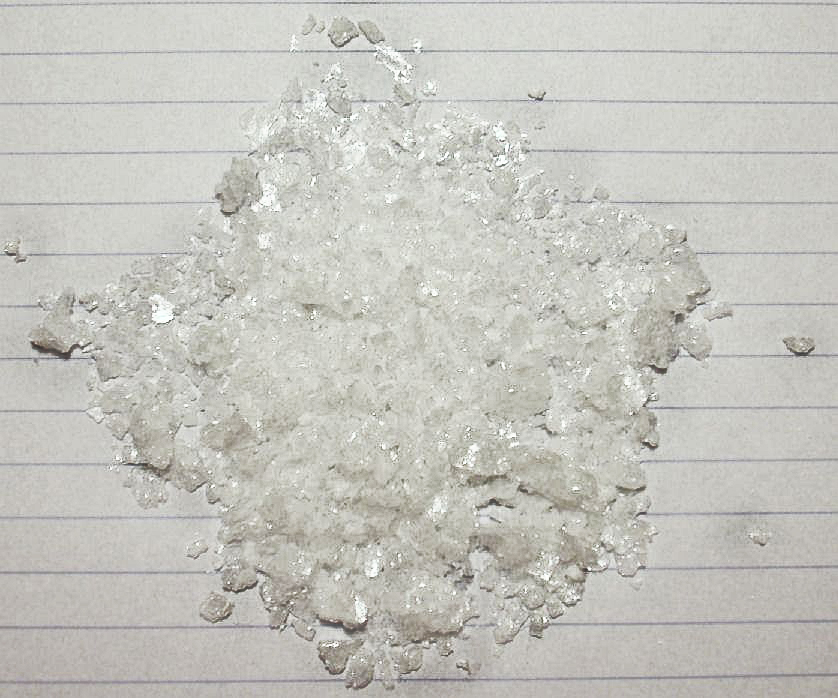
アセチルサリチル酸の結晶体。

フェノールを高温と高圧の下で二酸化炭素と水酸化ナトリウムと反応させて、サリチル酸の二ナトリウム塩を合成する。このカルボキシ化はコルベ・シュミット反応 (Kolbe-Schmitt reaction) と呼ばれ、フェノラートアニオンは共鳴効果によりオルト位の求核性が高まり、これが二酸化炭素に対して求核付加反応する。後処理で二ナトリウム塩を希硫酸で中和し、サリチル酸を遊離させる。
このサリチル酸に無水酢酸を作用させてアセチル化し、アセチルサリチル酸を得る。

## 日本での製品
現在、バイエルの日本法人であるバイエル薬品が製造販売する「バイエルアスピリン」、アスピリンに制酸緩衝剤（アルミニウム・マグネシウム系）を加えたライオンの「バファリンA」、粉末状で胃粘膜保護のために和漢薬（ケイヒ）が加えられた富山めぐみ製薬の「ケロリン」という3つの一般用医薬品（大衆薬）が特に知られており、それぞれ複数の後発医薬品企業から、局方品や後発品相当の製品が発売されている。ここではバイエル薬品の一般用医薬品及び処方箋医薬品について記載する。

### バイエルアスピリン
1錠あたりアセチルサリチル酸500 mg（高用量）を含有するバイエルのシンプルな製品。日本では吉富製薬、バイエル薬品を経て2001年10月から明治製菓が、2008年10月からは佐藤製薬が発売している。指定第2類医薬品である。
適応症は、解熱や頭痛・外傷痛など各種の鎮痛。ライオンのバファリンAよりも、1錠あたりのアセチルサリチル酸そのものの量が多く、制酸剤を含まない事から、効果そのものは強い。ただし、胃への負担を軽くする制酸剤を含まないため、使用上の注意に「胃・十二指腸潰瘍を起こしている人」は服用しないようにとの但し書きがある。合成ヒドロタルサイトを含むバファリンの場合は、同症状のとき医師または薬剤師に相談せよとはあるものの、服用してはいけないとは書かれていない。

### 処方箋医薬品
適応外使用で、産婦人科領域などでも抗凝血を目的に使われることがあるが、出産予定日12週以内の妊婦には禁忌である。
近年、大腸癌の死亡率低下作用が期待されている。

#### バイアスピリン錠100 mg
1錠あたりアセチルサリチル酸100 mgを含有する処方箋医薬品。低用量のアセチルサリチル酸を投与すると、抗血小板作用が現れることで、日本脳卒中学会・日本循環器学会から、抗血小板剤としての承認・発売要望から、平成11年2月1日付厚生省医薬審第104号通知「適応外使用に係る医療用医薬品の取り扱いについて」の適応条件に本剤が該当すると判断し承認申請、2000年秋に心筋梗塞・狭心症、虚血性脳血管障害の血栓塞栓形成抑制の効果で、承認・薬価収載され、2001年1月に発売された。
川崎病に対しても、臨床的に有効かつ安全な治療法であることが実証されていることから、本剤の追加効能として承認事項一部変更承認申請を行ない、その後、日本小児循環器学会から厚生労働省に対して要望書が提出され、2005年に承認、川崎病の治療にも適用が拡大された。

#### アスピリン「バイエル」（粉末）
乳幼児向けの投薬量が調整しやすいように新たにアセチルサリチル酸の粉剤を開発し、2006年に発売された。川崎病の治療のほか、バイエルアスピリンと同様の解熱鎮痛にも適用されている。

## 歴史

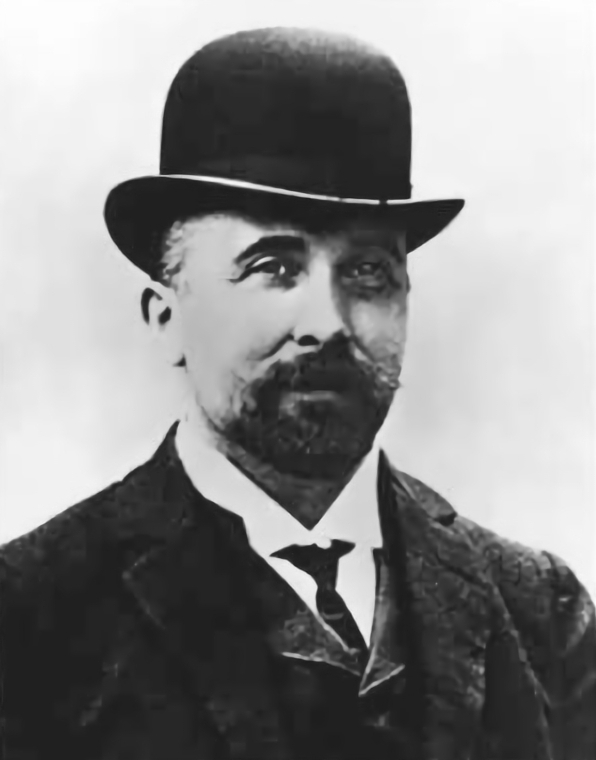
フェリックス・ホフマン

ヤナギの鎮痛作用はギリシャ時代から知られていた。紀元前400年ごろ、ヒポクラテスはヤナギの樹皮を熱や痛みを軽減するために用い、葉を分娩時の痛みを和らげるために使用していたという記録がある。
19世紀にはヤナギの木からサリチル酸が分離された。その後、アセチルサリチル酸の出現まではサリチル酸が解熱鎮痛薬として用いられたが、サリチル酸には強い胃腸障害が出るという副作用の問題があった。しかし1897年、バイエルのフェリックス・ホフマンによりサリチル酸がアセチル化され副作用の少ないアセチルサリチル酸が合成された。

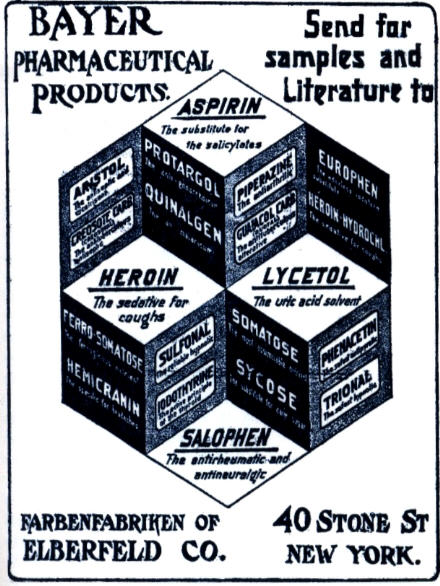
バイエルアスピリンの広告（1904年）ヘロインなども宣伝されている。

アセチルサリチル酸は世界で初めて人工合成された医薬品である。1899年3月6日にバイエルによって「アスピリン」の商標が登録され発売された。翌1900年には粉末を錠剤化。発売してからわずかな年月で鎮痛薬の一大ブランドに成長し、なかでも米国での台頭はめざましく、20世紀初頭には、全世界のバイエルの売り上げのうち3分の1を占めた。
しかし、第一次世界大戦のドイツの敗戦によって、商標は連合国によって取り上げられ、日本では「アスピリン」はアセチルサリチル酸を指す普通名詞となった。米国では1918年、敵国財産没収によりバイエルが有する「商標」ばかりか「社名」「社章（バイエルクロス）」までもが競売にかけられた。この時から米国ではバイエル製のアスピリンは姿を消すが、しかしアスピリンは権利を買い取ったスターリング・ドラッグ（のちスターリング・ウィンスロップ）によって製造される。その商品名には「バイエルアスピリン」がそのまま使われ、しかもバイエルクロス付きで売られ続けた。「バイエルアスピリン」というブランドがいかに人々の信頼を得ていたかを示すエピソードのひとつであったとも言える。スターリングはバイエルの旧米国法人社員も数多く雇い、バイエルの北米における大衆薬事業のパートナーを務めた。1994年9月、バイエルはイーストマン・コダックから（スミスクライン・ビーチャムを経由して）スターリング・ウィンスロップの大衆薬事業と共にアスピリンに関わる全ての権利を買い戻した。
第一次世界大戦後のアメリカ合衆国では禁酒法や大恐慌などによる社会的ストレスからアセチルサリチル酸を服用する人々が激増し、アスピリンエイジという言葉が生まれたほどであった。アセチルサリチル酸は頭痛を緩和するものの、脳がつかさどる精神疾患の治療には役立たないことが現在では知られている。しかし、当時の医学では頭痛と精神疾患との関係は不明瞭であったため、アセチルサリチル酸が用いられた。
日本においてバイエルは、日本法人のバイエル薬品を通して1993年に「バイアスピリン」 (BAYASPIRIN) を（登録商標 第3187815号）、2002年には社名を付けた「バイエルアスピリン」（登録商標 第4717639号）および、"Bayer Aspirin"（登録商標 第4717638号）をアスピリン（アセチルサリチル酸）製剤の登録商標として再登録している。